# Ђиај (Венеција)
Ђиај (итал. Giai) је насеље у Италији у округу Венеција, региону Венето.
Према процени из 2011. у насељу је живело 538 становника. Насеље се налази на надморској висини од 6 м.